# Gaston Durnez
Gaston Cyrille Durnez (Wervik, 9 september 1928 – Lier, 22 november 2019) was een Vlaamse dichter, prozaschrijver en journalist.

## Journalistieke carrière
Hij was de zevende zoon in een arbeidersgezin met elf kinderen.
In mei 1945, hij was toen zestien jaar, begon Durnez als journalist te werken voor De Nieuwe Standaard, later voor De Nieuwe Gids, 't Vrije Volksblad en Het Nieuws van den Dag. Vanaf 1953 schreef hij voor De Standaard en Het Nieuwsblad. Hij verliet deze kranten slechts voor een periode tussen 1966 en 1969 waarin hij redacteur was voor de kranten van de Brabant Pers (Brabants Dagblad en Eindhovens Dagblad) en voor Het Volk, en literair adviseur bij uitgeverij Van In.
Hij ging in 1992 met pensioen, maar hij bleef productief met columns en biografieën.
Durnez was initiatiefnemer van de Encyclopedie van de Vlaamse Beweging en redacteur van Ons Erfdeel.

## Nero
Durnez was een goede vriend van striptekenaar Marc Sleen. Hij verzon de plot voor diens eerste Neroalbum Het Geheim van Matsuoka (1947), waar Sleen echter een volledig ander verhaal van maakte. Ook bedacht hij de naam van het personage Detective Van Zwam. In "Nero" zijn geregeld verwijzingen naar Gaston Durnez terug te vinden. Zo leest Petoetje in De Zoon van Nero (1959) het fictieve boek "Kolder" door Gaston Durnez. In "De Zesde Kabouter" (1977) staan in strook 36 en 38 diverse boeken van Durnez op Adhemars slaapkamer. In "Het Gouden Hart" (1987-1988) draagt dichter Piet Peerdezaag enkele gedichten van Gaston Durnez voor.
Na de overstap van Marc Sleen van Het Volk naar De Standaard bedacht hij ook het scenario van het Nero-verhaal Sleenovia dat werd getekend door Wirel, een pseudoniem dat staat voor het samenwerkingsverband tussen Willy Vandersteen en Karel Verschuere.

## Prijzen en onderscheidingen
- Prijs Vlaamse Journalistenclub 1957 (de eerste Vlaamse Persprijs) voor de reportage ”Mannen met zwarte gezichten”, handelend over de mijnwerkers n.a.v. de Mijnramp van Marcinelle in 1956; deze reportage verscheen van 2 oktober 1956 af in 13 afleveringen in de kranten van de Standaard-groep.
- Prijs van de provincie Antwerpen voor de verzenbundel "Rijmenam", 1958.
- Prijs van de stad Veurne voor een tweedelige reportage over de Westhoek, verschenen in de Standaard-groep, 1958.
- Kampioen van België dactylografie in 1958, 1959 en 1960. Winnaar van de wisselbeker van dit kampioenschap.
- Prijs voor een scenario, filmfestival Antwerpen, 1960.
- Prijs voor het chanson, Vlaamse Poëziedagen, Wemmel, 1962.
- Speciale Persprijs Frans Theelen voor de reportage in boekvorm over de perswereld: "Spoedbericht", Davidsfonds, 1964.
- Ereburger van geboortestad Wervik, 1965.
- Prijs van het Davidsfonds voor de beste voorlichting in het buitenland over de actuele Vlaamse problemen (in de kranten van de Brabant Pers, Nederland), 1967.
- Prijs voor filmcommentaar voor de BRT-televisiefilm “Prentkaart uit Bugge”, filmfestival Antwerpen, 1968.
- Prijs provincie Antwerpen voor de verzenbundel voor kinderen “Sire”, Van In, 1969.
- Prijs voor het Humoristisch Gedicht van het Poëziefestival Heist-aan-zee, voor “Standbeeld”, 1969.
- Ridder in de Orde van Leopold II, 1971.
- Orde van de Vlaamse Leeuw (als initiatiefnemer en redacteur van de "Encyclopedie van de Vlaamse Beweging"), 1974.
- Bekroond in Referendum Vlaams Jeugd- en Kinderboek, voor “Faantje in het Circus”, Lannoo, 1976.
- Ridder in de Orde van Oranje-Nassau, 1985.
- André Demedtsprijs, 1986.
- Prijs van de Provincie Antwerpen 1986 voor “De Standaard. Het levensverhaal van een Vlaamse krant”, Lannoo, 1985.
- Prijs van de Vlaamse Gemeenschap, “Reinaert de Vos-trofee”, voor een journalistieke carrière, 1989.
- Prijs van de stad Antwerpen voor “De Standaard. Het levensverhaal van een Vlaamse krant van 1948 tot de VUM”, Lannoo, 1993.
- Frans Drijversprijs 2002 als “Verdienstelijk werker voor Vlaanderen”.
- Prijs provincie West-Vlaanderen 2002 voor essay en monografie, voor “Felix Timmermans. Een biografie”, Lannoo, 2000.
- Nestorprijs van het tijdschrift Heibel en de stad Herentals, 2008
- Commandeur in de Kroonorde, 2017.[4]

### Autobiografie
- Vroeger waren wij veel jonger. Een jeugd in Vlaanderen. Lannoo, Tielt, 2008 (2009, 3de druk).
- De bolhoed van mijn vader. Uitgeverij Polis, Antwerpen, 2015.

### Gedichten
- Muzenissen. Uitg. eigen beheer, Mechelen, 1954.
- Rijmenam. Uitg. Wiltzang, Sint-Katelijne-Waver, 1956.
- Wiltzang. Standaard Pockets, Standaard Boekhandel, Antwerpen, 1961. Twee drukken. (In 1965 opgenomen in de Vlaamse Pockets, Heideland, Hasselt, in twee drukken. In 1968 opgenomen in de Omnibus Vlaamse Humor, D.A.P. Reinaert Uitgaven, Brussel, in drie drukken).
- Hooikoorts. Standaard Pockets, Standaard Boekhandel, Antwerpen/Amsterdam, 1962.
- Sire. Van In, Lier, 1965.
- Sire. Achter kinderliedjes, muziek van Jos Wuytack, gezongen door De Meiklokjes o.l.v. Madeleine Jacobs. Uitg. Kalliope, Hasselt, 1967 (grammofoonplaat).
- Sire. Tien kinderliedjes, muziek van Jos Wuytack. Uitg. Musicerende Jeugd, Muizen, 1968.
- Pennevluchten. Katholieke Vlaamse Club, Lier, 1970.
- Lichtverzen. Met inleiding van Joris Van Hulle, Uitgeverij P, Leuven, 2008.

### Kinderboeken
- Onze eerste krant. Serie Historische Verhalen, De Sikkel, Antwerpen, 1962 (twee drukken).
- (In "Rippedepik. Sprookjes en vertelsels", 1966)
  - De jager en de koning
  - De trein
  - Poets...
- Faantje in het Circus. Uitgeverij Lannoo, Tielt, 1975.
- Het Katje van Krakau, naar de vertaling van H. Benoit uit het Pools van Hanna Januszewska. Standaard Boekhandel, Antwerpen, z.d.

### Novellen en verhalen
- Moeder, wat zijn wij rijk. Vrij bewerkt naar de gelijknamige Vlaamse film van Hein Beniest, Jef Van Riet en Tom Pigmans. A.B.N.-Centrale, Antwerpen, 1957.
- Slalom. Vlaamse Pockets, Heideland, Hasselt, 1963. Drie drukken.
- Kermis. De Clauwaert, Leuven, 1963. Vier drukken.

### Kronieken en cursiefjes
- Met muziek door ’t leven. De Vroente, Kasterlee, 1959.
- Duizend kussen voor iedereen. De Clauwaert, Leuven, 1965, twee drukken.
- Een Toer Averechts. Van In, Lier, 1967.
- Zondag in de week. Heideland-Orbis, Hasselt, 1969.
- Denkend aan Nederland. Bibliofiele editie, Uitgeverij Lannoo, Tielt/Den Haag, 1968.
- Denkend aan Nederland. (uitgebreide handelseditie), Uitgeverij Lannoo, Tielt/Den Haag, 1969. Drie drukken.
- Mijn leven onder de Belgen. Zeden en gebruiken in het Katholieke Koninkrijk aan de Noordzee. De Clauwaert, Leuven, 1970. Twaalf drukken. (Vertaald in het Russisch).
- Kijk, paps, een Belg! De Clauwaert, Leuven, 1973. Vier drukken.
- Kleinbeeld. Inleiding Anton van Wilderode. Uitgeverij Lannoo, Tielt, 1974.
- Mokiektekedo. Malegijs, Kemmel, 1978.
- Sun Corner Bar. Inleiding Bernard Kemp. Beckers Boekenclub, Kalmthout, 1980.
- Een vogel in de brievenbus. Manteau, Antwerpen, 1981.
- Vergeert mij niet. Boek van de Maand. Lannoo, Tielt – VBVB Antwerpen, 1981.
- Klein Belgisch woordenboek, Praatklare ideeën over conversatie in het koninkrijk der Belgen. Elsevier, Brussel, 1985.
- De engel op het eiland. Manteau, Antwerpen, 1985.
- God is een Sinjoor. Den Gulden Engel, Wommelgem, 1988.
- Boekineren. Inleiding Sylvester Lambregts. Altiora, Averbode, 1990.
- Wij zijn allemaal amateurs. De Clauwaert, Leuven, 1991.
- Het lied mijner kindsheid. Felix Timmermanskring, Lier, 1992.
- De Krekels van de Provence. Uitgeverij Lannoo, Tielt, 2004.

### Aforismen
- Dagboek van een verwonde(rde). Samengesteld door Gerd de Ley. Orion, Brugge, 1978.

### Interviews
- Jullie worden later gek dan wij. Uitgeverij Lannoo, Tielt/Den Haag, 1972.

### Reportages
- Lente in de woestijn. Het avontuur van Israël. Vlaamse Pockets, Heideland, Hasselt, 1960.
- Spoedbericht. Een reportage in de krantenwereld. Davidsfonds, Leuven, 1963.
- Een bloem in het geweer. Beelden uit de Eerste Wereldoorlog in Vlaanderen. Vlaamse Pockets, Heideland, Hasselt, 1965. Twee drukken.
- Zeg mij waar de bloemen zijn. Beelden uit de Eerste Wereldoorlog in Vlaanderen. (Herziene, uitgebreide editie van het vorige). Davidsfonds, Leuven, 1988. Twee drukken.
- Mannen met zwarte gezichten. Linx+, Brussel, 2015.

### Monografieën en biografieën
- Maria Rosseels. Lannoo, Tielt/Den Haag, 1963.
- De lachende tekenpen. Een bloemlezing Vlaamse cartoons. Vlaamse Pockets, Heideland, Hasselt, 1964.
- Maria Rosseels. Grote Ontmoetingen, Orion, Brugge, 1981.
- Vlaamse schrijvers. Vijfentwintig portretten door Gaston Durnez. Manteau, Antwerpen/Amsterdam, 1982.
- Loekie Zvonik: een introductie. 1983.
- Van Leeuwtje tot DC, Kroniek van een literaire uitgeverij.De Clauwaert, Leuven, 1984. Samen met Gust Wittebols.
- De Goede Fee. Pasfoto van Felix Timmermans. Aktueel, Grammens, Brussel, 1987. Twee drukken.
- J.L. De Belder: wereldvreemd zanger van verdroomde poëzie. 1987.
- Louis De Lentdecker: kleurrijk verslaggever in de boeken(onder)wereld. 1991.
- Wie betaalt het gelach? Humor in Vlaanderen na de Tweede Wereldoorlog. Standaard Uitgeverij, Antwerpen, 1994.
- Felix Timmermans. Een biografie. Lannoo, Tielt, 2000. Twee drukken.
- De lach van Chesterton. Portret van een geestige pennenridder in gevecht met moderne draken. Uitgeverij Lannoo, 2006.
- Oscar Van Rompay. Het huis van Oscar, Lier, 2009.
- Een mens is maar een wandelaar, Davidsfonds, Leuven, 2018.
- Hugo in de jungle, over journalist Hugo De Ridder, Doorbraak, Hofstade, 2019.
- Een danser in de sneeuw, Davidsfonds/Standaard Uitgeverij, Antwerpen, 2020.

### Bloemlezingen
- Ik heb u lief, gij zult gelukkig zijn. Gelukkige liefdegedichten uit de Nederlanden. Uitgeverij Lannoo, Tielt, 1985. Twee drukken.
- Nu zal het wel gauw gaan sneeuwen. De 100 witste kerstgedichten. Uitgeverij Lannoo, Tielt, 2003. Twee drukken.

### Inleidingen
- Richard Minne. Wolfijzers en schietgeweren. Manteau, Antwerpen, 1988.
- Gerard Walschap. Verzameld Werk, Deel IV, Manteau, Antwerpen, 1991.
- Jef van Bilsen. Kongo 1945-1965. Het einde van een kolonie. Davidsfonds, Leuven, 1993.

### Medewerking verzamelwerk
- Encyclopedie van de Vlaamse Beweging. Twee delen. Uitgeverij Lannoo, Tielt, 1973-1975.
- Het cursiefje. De Clauwaert, Leuven, 1975.
- Nieuwe Encyclopedie van de Vlaamse Beweging. Drie delen. Uitgeverij Lannoo, Tielt. 1998.
- De meest Nederlandse van alle Vlamingen, in: Johan Fleerackers, gedenk- en denkboek. Tielt, 1991.
- Annemie van Winckel e.a.: Van Ganser Harte. Globe, Groot-Bijgaarden, 1994.

### Persgeschiedenis
- De Standaard. Het levensverhaal van een Vlaamse krant. Van 1914 tot 1948. Uitgeverij Lannoo, Tielt, 1985.
- De Standaard. Het levensverhaal van een Vlaamse krant. Van 1948 tot de VUM. Uitgeverij Lannoo, Tielt, 1993.

### Filmscenario's
- Onze Lieve Vrouw der Vissen. Samen met Frans Verstreken, naar een verhaal van Felix Timmermans. Film van Frans Verstreken, 1967.
- De Witte van Sichem. Samen met Fernand Auwera, Louis P. Boon, naar het boek van Ernest Claes. Film van Robbe de Hert, 1979.

### Televisie
- Medewerking aan diverse documentaires en andere televisieprogramma's waaronder 't Is maar een woord.

## Publicaties over Gaston Durnez
- Fernand Bonneure, Gaston Durnez, in: Brugge Beschreven. Hoe een stad in teksten verschijnt, Brussel, Elsevier, 1984.
- Jooris van Hulle, Gaston Durnez, Vereniging van West-Vlaamse Schrijvers, 1991. (In deze monografie vindt men een selectie uit diverse publicaties over G.D.)
- Cas Goossens, Gaston Durnez, Paspoort (bloemlezing uit zijn werk), Tielt, Lannoo, 1998.
- De Vuurtoren: Gaston Durnez, tv-programma, KTRO, 1994.

## Citaten
- De meeste toeristen gaan in andere landen hun eigen land zoeken.[5]

## Ereteken
- In 2018 ontving hij een Ereteken van de Vlaamse Gemeenschap.[6]
- Commandeur in de Kroonorde